# 罗尔巴赫 (南魏恩施特拉瑟县)
罗尔巴赫（德語：Rohrbach，發音：[ˈʁoːɐbax] ⓘ）是德国莱茵兰-普法尔茨州南魏恩施特拉瑟县的市镇，面积9.25平方千米，2023年12月31日人口为1,814人。